# 长刺酸模
长刺酸模（学名：[Rumex trisetifer] 错误：{{Lang}}：文本有斜体标记（帮助））为蓼科酸模属下的一个种。